# ريان كلارك (لاعب كرة قدم أمريكية)
ريان كلارك (بالإنجليزية: Ryan Clark)‏ هو لاعب كرة قدم أمريكية أمريكي، ولد في 12 أكتوبر 1979 في Marrero, Louisiana ‏ في الولايات المتحدة.

## وصلات خارجية
- ريان كلارك على موقع IMDb (الإنجليزية)

- ريان كلارك على موقع مرجع كرة القدم المحترفة.كوم (الإنجليزية)